# Louis Deshayes (homme politique)
Pour les articles homonymes, voir Louis Deshayes et Deshayes.
Louis Deshayes est un homme politique français né le 15 novembre 1867 à Sillé-le-Guillaume (Sarthe) et décédé le 5 février 1922 à Neuilly-sur-Seine.
Avocat à Paris, conseiller général, maire de Méru, il est député de l'Oise de 1914 à 1919, inscrit au groupe radical et radical-socialiste.

## Sources
- « Louis Deshayes (homme politique) », dans le Dictionnaire des parlementaires français (1889-1940), sous la direction de Jean Jolly, PUF, 1960 [détail de l’édition]